# Tarp (Slesvig)
 For alternative betydninger, se Tarp. (Se også artikler, som begynder med Tarp)
Tarp (dansk/tysk) eller Tarup (ældre dansk) er en landsby og kommune beliggende ved Trenens øvre løb få kilometer syd for Flensborg i Sydslesvig, hvor Jyllands nord-syd-gående Hærvej skærer Trenen. Administrativt hører kommunen under Kreis Slesvig-Flensborg i den nordtyske delstat Slesvig-Holsten. Kommunen samarbejder på administrativt plan med andre kommuner i omegnen i Oversø kommunefællesskab (Amt Oeversee). I kirkelig henseende ligger Tarp i Oversø Sogn, Kjeldbæk og Tornskov i Eggebæk Sogn. Begge sogn lå i Ugle Herred (Flensborg Amt, Slesvig), da området tilhørte Danmark.
Tarp Station ligger på jernbanestrækningen Flensborg-Slesvig-Hamborg.

## Geografi
Tarp ligger ved floden Trenen vest for Lusangel på den sandede gest. Nordvest for landsbyen ved Trenen og i nærheden af Troldskær og Frørup Skov (Frørup Bjerge) ligger Tarp Skov. Til kommunen hører (ud over Tarp) også Kildevang (Kielswang), Tornskov (Tornschau) og Kjeldbæk (på dansk også Kilbæk, tysk Keelbek), som blev indlemmet i kommunen i 1970. Kjeldbæk ligger ved bækken af samme navn, der udspringer i Ebbesdam ug udmunder vest for byen i Trenen.

## Historie
Tarp er første gang nævnt 1448. Stednavnet er afledt af det frisiske mandsnavn Tati eller Tade, der i 1400-tallet udelukkende kendes fra det sydlige Slesvig, men i ældre kilder også optræder i Nørrejylland, på øerne, i Skåne og Sverige. Tornskov er første gang nævnt 1448, afledt af trænavnet tjørn. Kjeldbæk er dokumenteret første gang 1399/1407 (Dipl. Flensb.). Forleddet er glda. kælda for kilde eller brønd. Efterleddet betegner et lille vandløb. 
Området Bredde med Breddesig i nord er første gang nævnt 1781, betegnede agerjod nord for landsbyen. Området Horshave (Hashau) i øst er første gang nævnt 1694. Forleddet er hors (hest), efterleddet er have, betegner enge ved Trenen. Navnet Kølbjerg (Köhlbarg) er formodentlig hentet fra glda. kylva for kølle. Skelkær (Schellkier) i syd er første gang nævnt 1695. Forleddet er subs. skel (grænse), betegner altså enge ved et grænseskel. Det nye 41 ha store på Langager i sydvest beliggende parcelhuskvarter Schellenpark har sit (nye) navn derimod fra plantenavn ty. Kuhschelle for kobjælde (modsvarende (ko)bjældepark), som findes her ved Trenen. Området Vikær (Wiekier) er første gang dokumenteret 1780. Forleddet er plantenavnet vie (hvid-pil). Engen ved skellet til Frørup kaldes for Harkile. Skolesproget i Tarup var indtil 1864 dansk.
Tarps seværdighed er hollændermøllen Antje fra 1882. I byen findes desuden en samling af 72 vandreblokke (Findlingsgarten) med forklaringer om stenens herkomst og materiale samt en uglesti (Eulenpfad) med 64 ugler som treskulpturer i og omkring Tarp.
Tarps kommunevåben viser en ugle over en bølge i de slesvigske/sønderjyske farver blå og gul. Uglen referer til Ugle Herred, bølgen til Trenen.